# De Anna (film)
De Anna is een Nederlandse film uit 1983 van Erik van Zuylen. Hij is gebaseerd op een waargebeurd verhaal over de mijnschacht De Anna dat door Van Zuylen werd geschreven. De film heeft als internationale titel The Mine Anna.

## Verhaal
De Anna, een van de laatste mijnen in Zuid-Limburg, wordt gesloten. De inmiddels oud-directeur en een van de medewerkers worden dan ook nog een verlaten door hun vrouw. Beiden gaan demonstreren voor heropening van de mijn.

## Rolverdeling
| Acteur             | Personage      |
| ------------------ | -------------- |
| Theu Boermans      | Luc Hansen     |
| Jacques Commandeur | Cats           |
| Hans Veerman       | Herman Barlach |
| Henriëtte Tol      | Marie          |